# Te'yí kue
Te'yíkue é nome de uma comunidade indígena guarani localizada no município de Caarapó, no estado brasileiro de Mato Grosso do Sul. A palavra significa, em guarani, "aldeia antiga" ou "lugar que foi morada". Nesta reserva indígena, vivem 700 famílias da etnia Guarani. Ao todo são 4.000 indígenas com 1028 crianças matriculadas na escola indígena.

## Educação Indígena
No local funcionam duas escolas indígenas de educação básica. Uma municipal, chamada Nhandejara (do guarani "nosso dono"), ensino fundamental, e outra estadual, de ensino médio Escola Estadual Yvy Poty.

## História
Os Kaiowás (também chamados na literatura de Kaiwá, Kaiowá, Pãi-Tavyterã) foram descobertos pelo mundo colonial, entre 1750 e 1760, por ocasião da execução do Tratado de Madrid. Foram considerados descendentes dos Itatins, cujo território se estendia desde o rio Apa até o rio Miranda, tendo a leste a serra de Amambai e a oeste o rio Paraguai. Coube a Domingo Martínez de Irala, a partir de 1548, oficializar a descoberta da Província de Itatim. Nessa mesma época, estavam os Itatim em migração para o Chaco.
Parte dos itatines foi reduzida pelos jesuítas, a partir de 1632. Consta dos relatos dos missionários que o argumento usado para convencê-los a se reduzir foi o da perspectiva de assim lograrem fugir dos encomendeiros. Mas, com esse mesmo argumento, outros Itatim evitaram as reduções, preferindo permanecer no mato. Segundo Gadelha, a Província do Itatim era, no século XVII, a região mais isolada e pobre do Paraguai.
Esses Itatim seriam os índios Caaguá-Monteses, que ficaram, porém, cada vez mais prensados no restante da mata e ameaçados entre "..la conquista española, el empuje guaycurú, las incursiones bandeirantes-tupies y las inquietudes tribales en la otra ribera del rio Paraná". Foram os mais atingidos pela penetração dos bandeirantes paulistas, a partir de 1632. Estes se serviriam dos afluentes do rio Paraguai, tais como o Taquari, Aquidauana, Miranda, Apa, Ipane, Jejuí e Tebiquari, para chegar aos Itatim.
Os sobreviventes da ação dos bandeirantes foram "aldeados" em duas reduções próximas aos rios Apa e Paraguai. Porém, dificuldades tais como enchentes, secas e pestes foram arruinando essas reduções, até que, em 1648, o que restou foi transferido para outras reduções e os jesuítas abandonaram o Itatim.
Em 1767, o governo português criou o Forte Iguatemi (Povoação e Praça de Armas Nossa Senhora dos Prazeres e São Francisco de Paula do Iguatemi), elevado à categoria de vila em 1771, transformando-se no mais antigo povoado do Mato Grosso meridional e o primeiro passo para a ocupação do atual Mato Grosso do Sul. Esse Forte, segundo pesquisas efetuadas pela Universidade Federal do Mato Grosso do Sul, localizava-se em território da atual aldeia caiouá Yvykuarusu/Paraguassu, às margens do rio Iguatemi. Esses pesquisadores reportam-se a vários documentos históricos, indicando a presença de índios caiouás naquela região já desde a fundação do Forte Iguatemi.
Em 1768, foram expulsos os jesuítas da Região Platina, ficando os "restos" das reduções para a administração dos governos provinciais. Esse fato certamente aumentou as fugas para o mato, reforçando o contingente guarani encontrado na região da divisa Brasil/Paraguai. Porém, foram os trabalhos de demarcação dos limites da fronteira, entre 1754 e 1777, que proporcionaram novas notícias sobre os Caaguá, ou Monteses, permitindo já estabelecer a diferenciação entre os diversos subgrupos guarani hoje existentes e conhecer alguns aspectos relevantes do seu modo-de-ser coletivo, especialmente religioso.
Em 1822, com a independência do Brasil, constituiu-se a Província de Mato Grosso, incluindo o atual Mato Grosso do Sul. Mas, segundo Campestrini e Guimarães (1991), foi na década de 1830 que se iniciou de fato o povoamento por não-índios das terras que hoje constituem o estado do Mato Grosso do Sul. Essa ocupação se deu pelos campos de Miranda, Serra de Maracaju e, entrando pelo rio Paranaíba, rios Sucuriu e Taquarussu (1835), chegando aos campos dos rios Brilhante (1839) e Vacaria. Porém, segundo Gressler e Swensson (1988, p. 20), "apesar do surto colonizador do ciclo do gado, o estado de Mato Grosso do Sul permanecia quase despovoado" até a Guerra do Paraguai.
Até 1850, poucos contatos foram mantidos com os Kaiowá, o que, aliás, está expresso no Relatório do Diretor Geral de Índios, da Província de Mato Grosso (1848): "Pouco conhecimento temos desta Nação que habita as immediações do Rio Iguatemy; consta com tudo que he bastante numerosa de índole pacífica, dada a vida sedentária e agrícola, dotada de constância, qualidade raríssima entre os Indígenas".
A partir dessa data, aos poucos iniciaram-se tentativas, que não foram bem sucedidas, de aldeamento dos Kaiowá/Guarani dessa região. Embora haja unanimidade, nos escritos da época, sobre o caráter pacífico desses índios, concluiu-se que seria necessário aldeá-los, pois "no estado, porém, em que vivem, são completamente inuteis e prejudiciaes à sociedade pelas suas freqüentes correrias...".
Em maio de 1861, instalou-se às margens do rio Dourados, em local próximo à atual cidade de Ponta Porã, a Colônia Militar de Dourados, criada pelo Decreto-lei nº 1754, de 1856. Embora oficialmente destinada a auxiliar a navegação interior e a defesa dos moradores contra os índios até a fronteira do rio Iguatemi e do rio Apa, e a "chamar estes (índios) por meio da catequese à civilização", essa colônia estava, no entanto, muito mais voltada para a já difícil situação com o Paraguai.
A guerra do Paraguai, em 1864, alterou o isolamento de parte importante da atual região da Grande Dourados. Campestrini e Guimarães (1991) calculam que um total de 1.200 soldados paraguaios teriam circulado em 1866 pela região do atual Mato Grosso do Sul. Terminada a guerra, grande parte dos ex-combatentes, especialmente paraguaios, ficaram pela região e se empregaram como mão-de-obra na Cia. Matte Larangeiras, segundo testemunho dos informantes indígenas. Retornaram também os pecuaristas que haviam fugido durante o conflito.

## Localização
A Aldeia Indígena Te'ýikue localiza-se na porção sul do estado de Mato Grosso do Sul, entre os paralelos 22°34’34”S e 22°37’06”S e os meridianos 54°55’06”WGr e 55°00’29”WGr, inserida em terras do município de Caarapó. Sua área é de 3.594,4154 hectares, seu perímetro tem 25.741,603 metros e sua população é de 3.358 habitantes, dos quais 1.654 são do sexo masculino e 1.704 do feminino, formando 891 famílias (FUNASA, abril de 2005).

## Recursos Naturais

### Geologia
Encontra-se numa faixa de transição de ocorrências minerais da Formação Caiuá (Kc) do Grupo Baurú e da Formação Serra Geral (JKsg) do Grupo São Bento.

### Solos
Ocorrem na região seis tipos principais de solos:
- - Latossolo Roxo distrófico (LRd)
  - Latossolo Roxo álico (LRa)
  - Latossolo Vermelho-Escuro álico (LEa)
  - Podzólico Vermelho-Escuro álico (PEa)
  - Glei Húmico álico (HGHa)
  - Glei Pouco Húmico distrófico (HGPd)

### Vegetação
A vegetação primitiva da área era formada por fitofisionomias da Região da
Floresta Estacional Semidecidual e da Região da Savana (Cerrado).

### Aptidão Agrícola das Terras
Dadas as características dos tipos de solos, relevo e clima que ocorrem na área, a aptidão agrícola natural das terras se dá em duas categorias:
- Aptidão regular para lavouras nos níveis de manejo B e C, e restrita no nível de manejo A (2(a)bc)
- Aptidão restrita para lavouras nos níveis de manejo A,B e C (3(abc))

### Uso Atual das Terras
O antropismo, pela exploração agrícola e agropecuária, vem substituindo a vegetação primitiva pela pastagem e por áreas de culturas cíclicas.

### Situação Jurídica
Homologada e Registrada. A descrição do perímetro da área pode ser consultada no sítio do Núcleo de Estudos e Pesquisas das Populações Indígenas - NEPPI.